# World Circuit
World Circuit är ett skivbolag med inriktning på världsmusik, bildat i London i mitten av 1980-talet. Det har framförallt specialiserat sig på kubanska och västafrikanska artister och har bland annat gett ut Buena Vista Social Club, Oumou Sangaré, Orchestra Baobab, Radio Tarifa, Toumani Diabaté och Ali Farka Touré. Till framgångsrika album från bolaget hör Buena Vista Social Club, det mest sålda världsmusikalbumet någonsin, och Ali Farka Tourés Grammybelönade Talking Timbuktu.